# Глан, Бетти Николаевна
Бэтти Николаевна Глан (урождённая Бэтти, Бетти Ноевна Мендельцвайг; 7 января 1904, Киев — 1992, Москва) — режиссёр, журналист, первый директор и художественный руководитель ЦПКиО им. Горького (1929—1937).
Жена югославского политического деятеля, секретаря ЦК КПЮ с 1932 по 1937 гг. Милана Горкича.

## Биография
Родилась в Киеве в семье Бенциона-Нояха Вольковича Мендельцвайга, банковского служащего. Училась в Мариинской женской гимназии, затем несколько лет в Киевской консерватории.

Работала стенографисткой у А. В. Луначарского, затем секретарем члена Реввоенсовета 14-й армии Юго-Западного фронта. Преподавала политграмоту в школе фабрично-заводского ученичества, заведовала молодежным клубом Краснопресненского района. Окончила французское отделение Высших курсов иностранных языков (1922), факультет общественных наук МГУ (1925). Член РКП(б) (с 1924). С 1923 г. — зав. районным Краснопресненским клубом молодёжи. Секретарь Французского сектора Коминтерна, с 1925 г. — ответственный секретарь русской секции в исполкоме Коминтерна молодёжи; с 1927 г. — член комиссии МГК ВКП(б) по проведению общегородских праздников. С 1929 г. — зам. директора, а затем директор и художественный руководитель Центрального парка культуры и отдыха им. Горького (1930—1937). 
«В конце 1928 года меня неожиданно вызвали к заведующему отделом культуры МК ВКП (б), не предупредив, как это бывало обычно, по какому вопросу. Там оказался и представитель секретариата МК Комсомола. Еще более неожиданной оказалась тема разговора — мне предложили пойти на руководящую работу во вновь открытый Центральный парк культуры и отдыха. Было над чем задуматься. Хотя мне дали два дня на размышление, я понимала, что вопрос почти предрешен, потому что мне обстоятельно объяснили, как велика потребность парка в квалифицированных кадрах и какое большое значение придают новому культурному центру московские организации». 
В конце мая 1934 года Григорий Александров снимал первые кадры фильма «Цирк» в летнем цирке шапито ЦПКиО. Через два года — 23 мая 1936 года — в Зеленом театре Парка имени Горького состоялась премьера фильма «Цирк». Для этого в Англии закупили мощный кинопроектор и гигантский киноэкран.
25 июля 1934 года парк культуры и отдыха посетил Герберт Уэллс и оставил запись в книге почетных гостей: «Когда я умру для капитализма и воскресну для социализма, я хотел бы, чтобы мое пробуждение состоялось именно в Парке культуры и отдыха…».
А Корней Чуковской в своих дневниках так описывал организацию мероприятия в парке: «В П. К. и О. было отвратно. Устроительница утренника не умела собрать ребят, меня заставили ждать на холоде, угощали мерзейшим обедом (дело было организовано так гнусно, что милиционер долго не пускал в столовую, а когда пустил, оказалось, что за столом ни одного места). В комнатенку согнали около сотни разнокалиберных ребят, даже не сказали, что я писатель (устроительница плохо знала об этом и все толковала: „Приехал дядя из Ленинграда прочитать рассказы“), во время выступления распорядилась фотографировать меня при вспышках магния, и это отвлекло ребят от чтения. Обратное такси не было мне обеспечено, хотя она и совала при публике какую‑то трехрублевку ребятам, чтобы они пошли вместе со мной на Калужскую площадь отыскивать машину. Повели в библиотеку, где ни одной моей книжки, — и стали показывать, как много у них книг Серафимовича. Такси на площади так и не нашлось — и я должен был мытариться на трамвае».
В 1935 году Б.Глан стала депутатом Мосгорсовета.
В 1937 году вслед за мужем арестована по обвинению в троцкизме, провела длительное время в заключении и затем в ссылке (упоминается как «вернувшаяся из ссылки» в докладной записке на имя Маленкова от 5 апреля 1949 года в связи с тем, что её брат, «некто Мандельцвайг» (вероятно — Борис Наумович Мандельцвайг, 1902—1960) работал в Иноиздате.
Реабилитирована в 1955 году, работала помощником генерального секретаря Союза композиторов и директором Всесоюзного бюро пропаганды Союза композиторов СССР (1955—1958), заместителем председателя Совета по массовым представлениям при ВТО.
Заслуженный работник культуры РСФСР (1964), лауреат Всесоюзного фестиваля театрализованных праздников Ленинского юбилейного года (1970).
Адреса в Москве: улица Огарева, 3; Сивцев Вражек, 17/19; улица Горького, 36, гостиница «Люкс» (совр. Тверская ул., 10); в 1955—1992 гг. — на улице Большая Дорогомиловская, 4.

Могила Глан на Новом Донском кладбище

Похоронена в Москве на Новом Донском кладбище (1 уч.).
Личный фонд документов Бетти Глан, среди которых — статьи и воспоминания о работе парка и организации в нем праздничных мероприятий, хранится в Главархиве

## Семья
- Брат — Яков Наумович Ильин, писатель и журналист[12].
- Дочь — Елена Милановна Глан (1928—1995), врач-педиатр[13].